# René Verdon
René Verdon (Pouzauges, 29 de junho de 1924 - San Francisco, 2 de fevereiro de 2011) foi um chef franco-americano.
René trabalhou como chef da Casa Branca durante as administrações de John F. Kennedy e Lyndon B. Johnson, sendo contratado pela primeira-dama Jacqueline Kennedy, em 1961.
Faleceu devido a uma leucemia, aos 86 anos de idade.